# Sonora (djur)
För andra betydelser, se Sonora.
Sonora är ett släkte av ormar som ingår i familjen snokar.
Arterna är med en längd upp till 75 cm små ormar. De förekommer i Nordamerika, inklusive Mexiko. Habitatet utgörs av torra landskap. Individerna äter insekter, spindlar och skorpioner. Honor lägger ägg.
Antalet arter var tidigare större på grund av olika färgvarianter i en och samma art.
Arter enligt Catalogue of Life:
- Sonora aemula
- Sonora michoacanensis
- Sonora semiannulata

The Reptile Database listar ytterligare en art:
- Sonora mutabilis